# Дор (Глебенское сельское поселение)
Дор — опустевшая деревня в Краснохолмском муниципальном округе Тверской области.

## География
Находится в северо-восточной части Тверской области на расстоянии приблизительно 6 км на север-северо-восток по прямой от города Красный Холм.

## История
Деревня была показана ещё на карте 1825 года. В 1859 году здесь (деревня Весьегонского уезда) было учтено 22 двора. До 2013 года входила в состав Утеховского сельского поселения до его упразднения, с 2013 по 2020 год в состав также ныне упразднённого Глебенского сельского поселения.

## Население
Численность населения: 159 человек (1859 год), 0 как в 2002 году, так и в 2010.